# Tympanocompus
Tympanocompus is een geslacht van rechtvleugeligen uit de familie sabelsprinkhanen (Tettigoniidae). De wetenschappelijke naam van dit geslacht is voor het eerst geldig gepubliceerd in 1891 door Karsch.

## Soorten
Het geslacht Tympanocompus omvat de volgende soorten:
- Tympanocompus acclivis Karsch, 1891
- Tympanocompus congicus Beier, 1957
- Tympanocompus erectistylus Karsch, 1896